# Shelley Lubben
Shelley Lubben (Pasadena, California; 18 de mayo de 1968-Springville (California), 9 de febrero de 2019)) conocida por el nombre artístico Roxy, fue una actriz pornográfica estadounidense, reconvertida en activista cristiana evangélica contra la industria pornográfica.

## Biografía
En una entrevista con Deseret News, Lubben dijo que fue objeto de abusos sexuales a la edad de nueve años y fue prostituta con el fin de apoyarse económicamente de los 18 a 26 años, quedando embarazada de un cliente y dando a luz una hija. Entró en la industria del cine para adultos a los 24 años, filmando quince films de porno duro en 1993-1994. Durante años luchó contra sus adicciones al alcohol y las drogas, y contrajo herpes que le provocó cáncer de cérvix, teniendo que serle extirpado parte del cuello uterino. Lubben declaró que los actos sexuales que realizan las mujeres en los rodajes son físicamente dañinos (incluyendo hemorragias anales y vaginales) y psicológicamente traumatizantes. Su historia apareció en el documental, Traffic Control.
En 2005 inició una agresiva campaña de marketing en internet contra la industria del porno, y en 2008 fundó la Pink Cross Foundation, que ofrecía apoyo a los que deseaban abandonar la industria, pedía donaciones para la causa y mantenía un foro de ayuda en línea para personas adictas al porno, el sexo y las drogas, desde un enfoque de ayuda práctica y espiritual cristiana evangélica. La fundación cerró en 2016.
En junio de 2010 habló con miembros de la Cámara de Representantes y el Senado en Washington D. C. sobre el daño sufrido en su cuerpo durante su tiempo en la industria del porno. Fue franca respecto a las condiciones de trabajo ilegales y peligrosas y el problema que suponían las enfermedades de trasmisión sexual. A partir de 2012 realizó conferencias sobre su proceso de recuperación, los efectos físicos, emocionales y mentales del porno sobre los artistas implicados y el efecto nocivo del visionado de pornografía. Apareció en diversos medios de comunicación internacionales, radio, televisión y documentales.
Lubben falleció el 9 de febrero de 2019 en Springville, California a los 50 años. La causa no trascendió.